# Imperio jorezmita

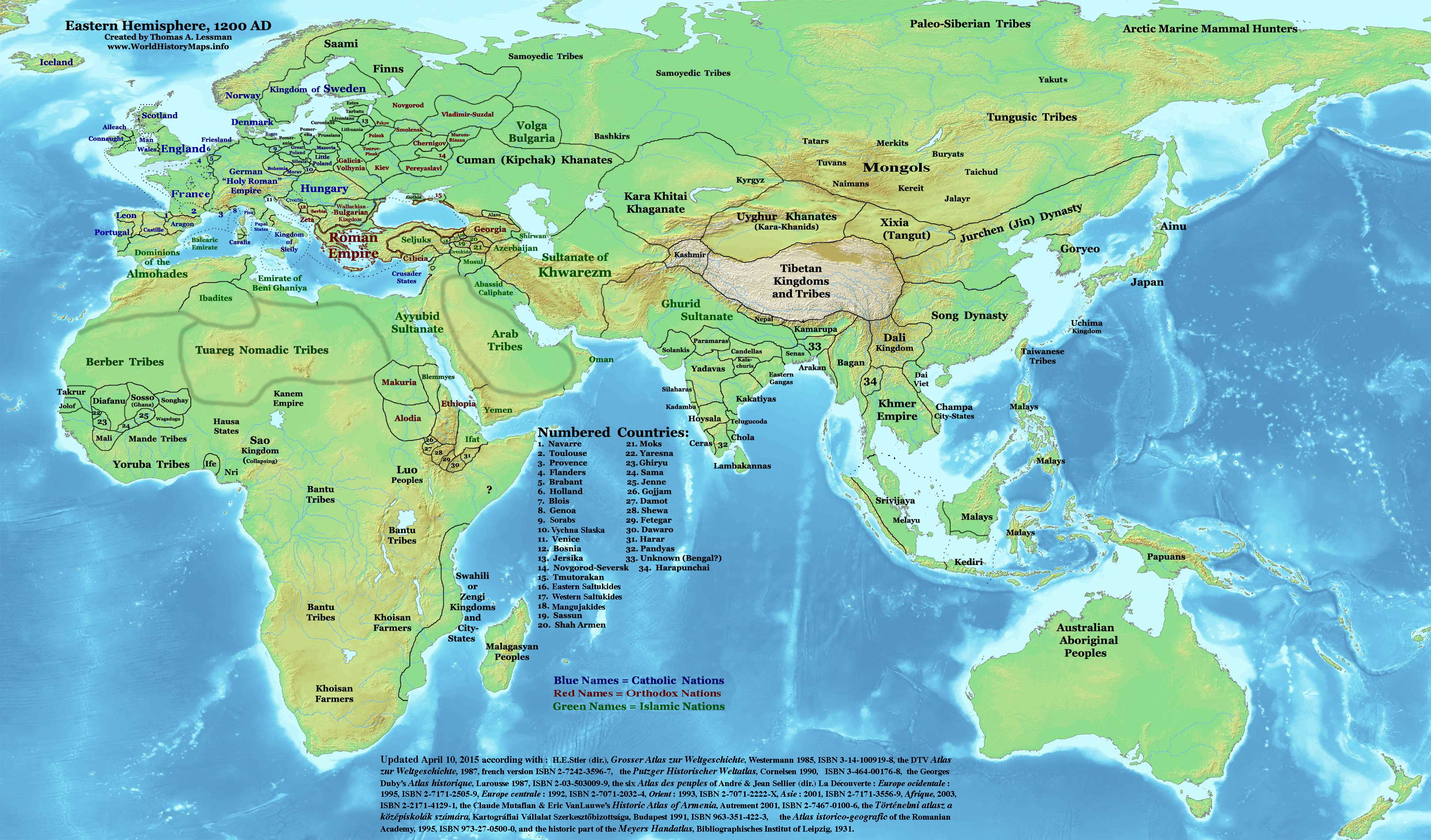
Eurasia h. 1200 en la época de las invasiones mongolas.

El Imperio jorezmita también conocido como el Imperio corasmio (en persa: خوارزمشاهیان‎, romanizado: Khwārazmshāhiyān, lit. 'reyes de Corasmia'), fue una entidad política, fundada por los jorezmitas, una dinastía musulmana suní de origen mameluco turco, un persianato que originariamente era vasallo del Imperio selyúcida en la región de Corasmia, Asia Central.
Gobernaron el Gran Irán, primero como parte de los selyúcidas y más tarde como independientes en el siglo XI. El imperio sobrevivió hasta la invasión mongola de Corasmia de 1220. La dinastía fue fundada por Anūsh Tigin Gharchāī, un anterior esclavo de los sultanes selyúcidas, que fue nombrado gobernador de Corasmia. Su hijo, Qutb ud-Dīn Muhammad I, se convirtió en el primer sah hereditario de Corasmia.
El Imperio jorezmita acabó convirtiéndose en «el imperio más poderoso y agresivamente expansionista de las tierras persas», derrotando al Imperio selyúcida y al Imperio gúrida, e incluso amenazando al Califato abasí. A principios del siglo XIII, se cree que el imperio se convirtió en la mayor potencia del mundo musulmán. Se calcula que el imperio abarcaba una superficie de 2,3 a 3,6 millones de kilómetros cuadrados. El imperio, que seguía el modelo del precedente Imperio selyúcida, estaba defendido por un enorme ejército de caballería compuesto en gran parte por el pueblo kipchak.
El Imperio corasmio fue el último Imperio turco-persa antes de la invasión mongola de Asia Central. En 1219, el Mongoles bajo su gobernante Gengis Kan invadió el Imperio jorezmita, conquistando con éxito la totalidad del mismo en tan sólo dos años. Los mongoles explotaron las debilidades y conflictos existentes en el imperio, asediando y saqueando las ciudades más ricas, al tiempo que pasaban a cuchillo a sus ciudadanos en una de las guerras más sangrientas de la historia de la humanidad.
La fecha de fundación del estado de los reyes jorezmitas sigue siendo discutible. La dinastía que gobernó el imperio fue fundada por Anush Tigin (también conocido como Gharachai), inicialmente un turco esclavo de los gobernantes de Gharchistan, más tarde un mameluco al servicio de los selyúcidas. Sin embargo, fue Aziz de Corasmia (r. 1127-1156), descendiente de Anush Tigin, quien logró la independencia de Corasmia de sus vecinos.

## Historia
La fecha de la fundación del imperio es incierta. Corasmia fue una provincia del Imperio gaznávida desde 992 hasta 1041. En 1077 el gobierno de la provincia, que entonces pertenecía a los selyúcidas, cayó en manos de Anūsh Tigin Gharchāī, un antiguo esclavo turco del sultán selyúcida. En 1141, el sultán selyúcida Ahmed Sanjar fue derrotado por los Kara-Kitai, y el nieto de Anūsh Tigin, Ala ad-Din Aziz, se vio forzado a someterse como vasallo a los Kara-Kitai.

### Historia temprana
El título de Rey de Corasmia fue introducido en 305 por el fundador de la dinastía afríguida y existió hasta 995. Tras un breve intervalo, el título fue restablecido. Durante el levantamiento de Corasmia en 1017, los rebeldes mataron al entonces gobernante corasmio Abu'l-Abbas Ma'mun y a su esposa Jurra-ji, hermana del sultán gaznávida Mahmud. En respuesta, Mahmud invadió la región para sofocar la rebelión. Más tarde instaló a un nuevo gobernante y anexionó una parte de Corasmia. Como resultado, Corasmia se convirtió en una provincia del imperio gaznávida y permaneció así hasta 1034.
En 1077, el control de la región, que anteriormente había pertenecido a los selyúcidas de 1042 a 1043, pasó a manos de Anushtegin Gharchai, un túrquico mamluk comandante de los selyúcidas. En 1097, el gobernador de Corasmia de origen túrquico Ekinchi ibn Qochqar declaró la independencia de los selyúcidas y se proclamó sah de Corasmia. Sin embargo, al poco tiempo fue asesinado por varios emires selyuqíes que se habían sublevado. Posteriormente, fue sustituido por el hijo de Anushtegin Gharchai, Qutb al-Din Muhammad por los selyúcidas, que habían reconquistado la región. Así, Qutb al-Din se convirtió en el primer rey jorezmita hereditario.
El sultán Ahmed Sanjar fue asesinado en 1156: cuando el Estado selyúcida cayó en el caos, los jorezmitas expandieron sus territorios hacia el sur. En 1194, el último sultán del gran Estado selyúcida, Toğrül III, fue derrotado y muerto por el gobernante jorezmita Ala ad-Din Tekish quien también se liberó a sí mismo de los Kara-Kitai. En 1200, Tekish murió y le sucedió su hijo Ala ad-Din Muhammad, quien para 1205 había conquistado todo el territorio del Gran Selyúcida y se proclamó sah (palabra persa para rey o emperador), pasando a ser conocido como el sah de Corasmia. En 1212 derrotó al Gur-Jan Kutluk y conquistó los territorios de los Kara-Kitai, ahora gobernando un territorio desde el Sir Daria casi todo el camino hasta Bagdad, y desde el río Indo hasta el mar Caspio.

### Expansión
Historiadores medievales como Hafiz-i Abru y Rashid al-Din creían que Anushtegin Gharchai era de la tribu Begdili de los turcos oguz,  mientras que el historiador turco Kafesoğlu afirma que Anushtegin era de origen Khalaj o Chigil y el Bashkir historiador Zeki Velidi Togan cree que era de origen Qipchaq, Qanghli o uigures. Comandante mameluco del Seljuqs y gobernador de Corasmia desde aproximadamente 1077 hasta 1097. Fue el primer miembro de su familia en gobernar Corasmia, y la nombre de la dinastía que gobernaría la provincia en el siglo XII y principios del XIII.
El sultán selyuqí Malik Shah I puso a Anushtegin al mando junto con su maestro Gumushtegin Bilge-Beg en 1073 para recuperar el territorio del norte del Gran Jorasán del que se habían apoderado los gaznávidas. Posteriormente fue nombrado tasht-dar (persa: «guardián de los barcos reales») del sultán y, como los ingresos de Corasmia se utilizaban para pagar los gastos ocasionados por este cargo, fue nombrado gobernador de la provincia. Los detalles de su mandato como gobernador no están claros, pero murió en 1097 y el cargo pasó brevemente a Ekinchi bin Qochqar antes de ser transferido a su hijo, Qutb al-Din Muhammad.
En 1218, Gengis Kan envió una misión comercial, pero en la ciudad de Otrar el gobernador sospechó que eran espías y confiscó sus bienes y los hizo ejecutar. Gengis Kan reclamó una reparación que el sah se negó a pagar. Gengis respondió con una fuerza de 200.000 hombres que invadió en varios frentes. En febrero de 1220 el ejército mongol cruzó el Sir Daria y lanzó la invasión mongola de Asia Central. Los mongoles tomaron por asalto Bujará, Samarcanda y la capital corasmia Urgench. El sah huyó y murió semanas más tarde en una isla del mar Caspio. 
En Great Captains Unveiled de 1927, B.H. Liddell Hart dio detalles de la campaña mongola contra Corasmia, subrayando su propia filosofía del "enfoque indirecto" y destacando muchas de las tácticas usadas por Gengis Khan que serían posteriormente incluidas en las tácticas alemanas de Blitzkrieg, inspiradas en parte por los escritos de Liddell Hart.
El hijo de Ala ad-Din Muhammad, Jalal ad-Din Mingburnu, se convirtió en el nuevo sultán (rechazó el título de sah) pero tuvo que huir hacia la India, los mongoles le alcanzaron antes de que llegara allí y fue derrotado en la batalla del Valle del Indo. Escapó y buscó asilo en el Sultanato de Delhi. Iltutmish, sin embargo, le denegó este en deferencia a la relación con los califas abasíes. Al regresar a Persia reunió un ejército y restableció un reino, pero nunca consolidó su poder y pasó el resto de sus días luchando contra los mongoles, pretendientes al trono y los turcos selyúcidas de Rüm. Perdió su poder sobre Persia en una batalla contra los mongoles en los montes Elburz, huyendo al Cáucaso y capturando Azerbaiyán en 1225, donde estableció su capital en Tabriz. En 1226 atacó Georgia y saqueó Tiflis. Siguiendo por las tierras altas armenias chocó con los ayubíes, conquistando la ciudad de Ahlat en la orilla occidental del lago de Van, que buscó la ayuda del selyúcida sultanato de Rüm. El sultán Kaikubad I chocó con él en Arzinjan en el Éufrates superior en la batalla de Yassi Chemen en 1230, de donde se escapó a Diyarbakir mientras los mongoles ocupaban Azerbaiyán en la posterior confusión. Fue asesinado en 1231 por un asesino contratado por los selyúcidas o posiblemente por bandoleros kurdos.

## Mercenarios
Aunque los mongoles habían destruido el Imperio corasmio en 1220, muchos jorezmitas sobrevivieron trabajando como mercenarios en el norte de Irak. Los seguidores de Manguberdi permanecieron siéndole fieles, incluso después de su muerte en 1231, y asaltaron las tierras de Jazira y Siria durante los años siguientes, llamándose a sí mismos los Jorezmiyyas. El sultán ayubita Salih Ayyub, en Egipto, más tarde los contrató contra su tío Salih Ismail. Los Jorezmiyyas marcharon desde Irak hacia Egipto, invadieron de paso Jerusalén (por entonces en manos cristianas) el 11 de julio de 1244. La ciudadela de la ciudad, la "Torre de David", se rindió el 23 de agosto. Esto impulsó una llamada desde Europa para la Séptima Cruzada, pero los cruzados nunca lograron recuperar Jerusalén. Después de ser conquistada por las fuerzas jorezmitas, la ciudad siguió bajo dominio musulmán hasta 1917, cuando fue tomada a los otomanos por los británicos.
Después de apoderarse de Jerusalén, las fuerzas jorezmitas siguieron hacia el sur, y el 17 de octubre lucharon al lado de los egipcios en la batalla de Harbiyah, al noreste de Gaza, destruyendo los restos del ejército cristiano allí, alrededor de 1.200 caballeros. Fue el mayor enfrentamiento desde la batalla de los Cuernos de Hattin en 1187.
Los restos de los jorezmitas musulmanes sirvieron en Egipto como mercenarios mamelucos hasta que finalmente fueron derrotados por Mansur Ibrahim unos años después.

## Demografía
Aunque reconoce que es imposible tener certeza en alguna cifra por la inexistencia de censos en esa época, el historiador británico John Man estimó que los jorezmitas tenían en su poder 20 grandes ciudades, con un promedio de 100 000 pobladores cada una, lo que arroja dos millones de habitantes. A esto se suma que sólo en el valle del río Zeravshan se han enumerado 223 villas en obras geográficas medievales recopiladas por el ruso Vasili Bartold, con una media aproximada de 1000 pobladores cada una. Man estima que en el resto del territorio podría haber otras 750 villas de tamaño similar, lo que supone otro millón de habitantes. Considerando la población rural, la población de Corasmia, Transoxiana y Jorasán bien pudo alcanzar los cinco millones de habitantes. Esto coincide con la población de la región a inicios del siglo XX, que era de unos dos millones en el Turquestán Occidental (actuales Turkmenistán y Uzbekistán) y otro millón para el Jorasán iraní; es decir, siete siglos después la población aún no se había recuperado.
El demógrafo Colin McEvedy estimó la población del Turquestán soviético (equivalente a Asia Central) en unos tres millones, mientras que para las áreas recientemente conquistadas por los jorezmitas, habla de cinco millones para el actual Irán y dos millones y medio para Afganistán. El profesor Rafis Abazov estimaba la población de los dominios del sah en diez a dieciséis millones de personas, perdiendo dos a cuatro millones en la conquista mongola. A las ciudades más afortunadas les tomó tres o cinco décadas recuperarse de la invasión, pero otras jamás lo hicieron. El británico Angus Maddison se limita a estimar la evolución de la población de la región entre los años 1000 y 1500: el Turquestán pasó de dos millones y medio a tres y medio, en cambio, Irán cayó de cuatro millones y medio a cuatro.
Según el historiador estadounidense Richard W. Bulliet, cuando llegaron los mongoles las urbes de Isfahán, Ray, Nishapur, Merv, Bujará, Samarcanda, Balj y posiblemente otras más superaban los 100 000 habitantes. Su colega libanés Philip Khuri Hitti agregaba en esa categoría a Herat. La historiadora canadiense Maria Subtelny creía que Merv pudo alcanzar los 150 000 habitantes en los siglos X y XI, Samarcanda los 110 000 y Gurganj los 200 000 en el siglo XII. Bulliet eleva la población de Nishapur a los 200 000 en el siglo XI, Chandler estima la de Merv en 200 000 en la siguiente centuria y Aiyub Palmer calcula la de Samarcanda en 120 000 en el siglo IX. Sin embargo, Chandler señala que Nishapur, Merv y Samarcanda decayeron con el colapso de los selyúcidas, así que habían perdido población al ser conquistadas por los jorezmitas, en cambio, Gurganj siempre se mantuvo bajo poder jorezmita por ser la capital de Corasmia.
Man estima que en realidad “sólo” un cuarto de los cinco millones de habitantes fueron asesinados en los dos años de campaña, no por motivos religiosos o étnicos, sino que simplemente para aterrorizar a los supervivientes, lo que el británico clasifica como urbicidio. Si crónicas como la de Juvayni fueran ciertas, los mongoles habrían exterminado a toda la población urbana y rural, lo que no tiene sentido, pues necesitaban gente que pagara impuestos y produjera alimentos para su ejército.

## Gobernantes de Corasmia
| Reyes de Corasmia      | Reinado   | Parentesco                                                 |
| ---------------------- | --------- | ---------------------------------------------------------- |
| Mamúnidas              |           |                                                            |
| Abu Ali Mamun I        | 992-997   |                                                            |
| Abu al-Hasan Ali       | 997-1009  | Hijo de Mamun I.                                           |
| Abu al-Abbas Mamun II  | 1009-1017 | Hijo de Mamun I.                                           |
| Muhámmad               | 1017      | Hijo de Abu al-Hasan.                                      |
| Altuntáshidas          |           |                                                            |
| Altun Tash             | 1017-1032 | Instalado por el Imperio gaznávida.                        |
| Harún                  | 1032-1034 | Hijo de Altun Tash.                                        |
| Ismail Jandan          | 1034-1041 | Hijo de Altun Tash.                                        |
| No dinástico           |           |                                                            |
| Sah Malik              | 1041-1042 | Jefe de los turcos oguz que conquistó brevemente Corasmia. |
| Anushtigínidas         |           |                                                            |
| Anushtegin             | 1077-1097 | Instalado por el Imperio selyúcida.                        |
| No dinástico           |           |                                                            |
| Ekinchi                | 1097      | Instalado por los selyúcidas.                              |
| Anushtigínidas         |           |                                                            |
| Muhammad I             | 1097-1127 | Hijo de Anushtegin.                                        |
| Aziz                   | 1127-1156 | Hijo de Muhammad I.                                        |
| Il-Arslan              | 1156-1172 | Hijo de Aziz.                                              |
| Sultan Sah             | 1172-1193 | Hijo de Il-Arslan, en disputa con su hermano Tekish.       |
| Ala ad-Din Tekish      | 1172-1200 | Hijo de Il-Arslan, en disputa con su hermano Sultan Sah.   |
| Mohamed II             | 1200-1220 | Hijo de Tekish.                                            |
| Jalal ad-Din Mingburnu | 1220-1231 | Hijo de Mohamed II.                                        |